# ایوان بهاریانی
ایوان بهاریانی (اوکراینی: Іван Багряний؛ ۲ اکتبر ۱۹۰۶ – ۲۵ اوت ۱۹۶۳) نویسنده، مترجم اهل امپراتوری روسیه بود.